# Anton Hekking
Anton Hekking (La Haia, 7 de setembre, 1855 - Berlín-Steglitz, 18 de novembre, 1935) va ser un violoncel·lista neerlandès.

## Biografia
Anton Hekking provenia d'una coneguda família de músics, que també incloïa els seus cosins, els violoncel·listes francesos André Hekking i Gérard Hekking. El seu pare va ser el professor de música i director de cor Gradus (Gérard) Hekking (1819–1884). A partir de 1868 Hekking va ser format com a violoncel·lista per Joseph Giese (1821–1903) al Conservatori Reial de l'Haia. Als 17 anys, va ser violoncel·lista solista a l'Orquestra Municipal de Música d'Utrecht (dirigida per Rijk Hol) durant un any i mig, després va treballar durant mig any en una orquestra dirigida pel francès Jean-Baptiste Arban a Pavlovsk, la residència d'estiu del gran duc Constantí. Després va estudiar de 1873 a 1878 al Conservatori de París amb Léon Jacquard i Pierre Chevillard, on va guanyar el primer premi.
Va seguir la seva primera gira als EUA, on va actuar amb, entre d'altres, la pianista russa Anna Iéssipova. Tornant a Europa, es va unir a la Capella Bilse de Berlín el 1880 i es va convertir en un dels cofundadors de l'Orquestra Filharmònica de Berlín el maig de 1882. Deixà aquesta orquestra a finals de 1885 per fer una gira de concerts per Europa amb el violinista i compositor belga Eugène Ysaÿe. Entre 1898 i 1901 tocà regularment com a solista amb el BPhO, inclosa l'estrena berlinesa del Don Quixote el desembre de 1898 sota la direcció del seu compositor Richard Strauss. Les seves darreres aparicions amb aquesta orquestra daten de 1916 i 1917.
De 1889 a 1891 Hekking va ser violoncel·lista principal a l'Orquestra Simfònica de Boston i de 1895 a 1898 a l'Orquestra Filharmònica de Nova York. Durant aquest temps va donar nombrosos concerts en solitari als EUA i Europa, inclòs a Alemanya del 1894 al 1897 amb la pianista Martha Remmert i Waldemar Meyer en un trio en nombroses vetllades de Beethoven de gran èxit.
Del 1902 al 1907 va formar el primer "Trío Hekking" amb el pianista austríac Artur Schnabel i el violinista polonès Alfred Wittenberg, que va iniciar la fundació del "Schubert Hall" de Berlín. Després de la marxa d'Artur Schnabel, va continuar el Hekking Trio amb Wittenberg i el pianista nord-americà Clarence Adler de 1907 a 1909, que va tenir un gran èxit als EUA. Durant aquest temps també va ensenyar al Conservatori Stern de Berlín, que ara està afiliat a la Universitat de les Arts.
Hekking es va casar amb Ella Sidonia Hekking, de soltera Cott (* 1852, Berlín, † 1940, allà) de 1886 a 1911. La parella va tenir dos fills: Arnold (1888–1940) i Kurt (1894–?). Va morir l'any 1935 als 80 anys i va ser enterrat al cementiri de Steglitz (bosquet d'urnes U VIII, a la plantació).
Hekking va tocar el violoncel amb un estil romàntic amb un vibrato impressionant.

## Documents sonors (selecció)
Hekking va fer enregistraments entre 1910 i 1912 per als segells Anker (després també llançat a Continental, Kalliope i Stradivari), Gramophon, Odeon i Pathé. El Hekking Trio es pot trobar a Parlophon (gravat el 1919 i el 1920).
- Abendlied de Robert Schumann. Stradivari-Record G 85
- Berceuse de Benjamin Godard. Kalliope K 241
- Chanson triste de Piotr Ilitx Txaikovski. Continental 535/ Kalliope K 535
- Elegie de Jules Massenet. Odeon A 56210 (1911), amb CD: The Recorded Cello, Volume II (Pearl records GEMM CDS 9984-6, Royal Tunbridge Wells, Kent 1992)
- Meditation, Ave Maria de Bach. Continental 535
- Träumerei de Robert Schumann. Pathé 54161